# Arne Aarnink
Arne Aarnink (* 31. Januar 1985) ist ein deutscher Fußballschiedsrichter.

## Karriere
Aarnink studierte Volkswirtschaftslehre an der Ruhr-Universität Bochum, an der er anschließend promovierte. Seit 2007 ist er DFB-Schiedsrichter. Sein Verein ist der VfL Weiße Elf Nordhorn. Er lebt in Bochum.
Seit 2009 leitet Aarnink Spiele der 3. Liga, ab der Saison 2014/2015 bis zur Saison 2023/24 gehörte er zu den Schiedsrichtern der 2. Bundesliga. Aktuell ist er in der Bundesliga als Schiedsrichterassistent für Frank Willenborg tätig.
Sein Debüt in der 3. Liga gab Aarnink am 22. August 2009 bei einer Partie zwischen dem Wuppertaler SV und dem SV Sandhausen. Das erste von ihm geleitete Spiel der 2. Bundesliga war eine Begegnung zwischen dem FC Ingolstadt und dem SV Darmstadt 98 am 10. August 2014. Bislang kam es zu einem Bundesliga-Einsatz als Hauptschiedsrichter, als sich im Jahr 2020 der eigentlich vorgesehene Schiedsrichter Benjamin Brand kurz vor einem Spiel verletzte und Aarnink, der als Vierter Offizieller eingeteilt war, diese Rolle ersatzweise übernahm.
Seit der Saison 2024/25 kommt Aarnink nur noch als Assistent in der Bundesliga und nicht mehr als Schiedsrichter in der 2. Bundesliga zum Einsatz.